# Phyle schausaria
Phyle schausaria är en fjärilsart som beskrevs av H. Edwards 1884. Phyle schausaria ingår i släktet Phyle och familjen mätare. Inga underarter finns listade i Catalogue of Life.